# Martin Bangemann
Martin Andreas Bangemann, född 15 november 1934 i Wanzleben i Wanzleben-Börde i Sachsen-Anhalt, död 28 juni 2022 i departementet Deux-Sèvres, Frankrike, var en tysk politiker. Han var västtysk ekonomiminister 1984–1988 och partiledare för FDP 1985–1988. Han var under en tid också EU-kommissionär.
Bangemann var ledamot av Förbundsdagen 1972–1980 och 1987–1988 samt av Europaparlamentet 1973–1984 för det liberala partiet FDP. Han var federal ekonomiminister 1984–1988 och partiordförande för FDP 1985–1988. Han var EU-kommissionär 1989–1999 och vice ordförande i Europeiska kommissionen under Jacques Delors 1989–1994. Han ansvarade för inre marknaden och industrifrågor 1989–1993 och därefter för industrifrågor och informationssamhället. I den efterföljande Santer-kommissionen 1995–1999 behöll han samma portfölj men förlorade valet om posten som vice ordförande till Leon Brittan och Manuel Marín. Santer-kommissionen tvingades avgå sedan korruptionsanklagelser riktats mot flera ledamöter i kommissionen och framför allt Édith Cresson. Han själv utsattes för kritik då han knappt ett år efter sin avgång som EU-kommissionär med ansvar för telekomfrågor lät sig rekryteras av det spanska telekomföretaget Telefonica. 
Bangemann var till grundyrket advokat.